# Kassongia orientalis
Kassongia orientalis är en insektsart som beskrevs av Kevan, D.K.M. 1961. Kassongia orientalis ingår i släktet Kassongia och familjen gräshoppor. Inga underarter finns listade i Catalogue of Life.